# نبرد ودروشا
نبرد رودخانه ودروشا نبردی در جنگ دوک‌نشین بزرگ مسکو و لیتوانی (۱۵۰۰-۱۵۰۳) بود که با پیروزی قطعی روسها به اتمام رسید و از لحاظ استراتژیکی از اهمیت زیادی برخوردار بود. این نبرد در ۱۴ ژوئیه ۱۵۰۰ میلادی در ۵۰ کیلومتری غرب کالوگا میان نیروهای دوک‌نشین بزرگ لیتوانی، که تحت فرماندهی شاهزاده کنستانتین اوستروژسکی قرار داشتند، و ارتش دوک‌نشین بزرگ مسکو تحت فرماندهی شاهزاده دانیل شچنیا رخ داد.
فرمانده باتجربه روس همان مهارتهایی را به کار گرفت که ۱۲۰ سال قبل نیروهای روسیه به طور موفقیت‌آمیزی در نبرد کولیکوفو انجام داده بودند. نبرد ودروشا یک پیروزی عمده و عالی برای روسها بود؛ ۸٬۰۰۰ نیروی لیتوانیایی کشته و عده زیادی از جمله شاهزاده اوستروژسکی به اسارت گرفته شدند.
با پایان این نبرد، لیتوانیایی‌ها امکان هرگونه تحرک نظامی و تهاجمی را از دست داده و به دفاع روی آوردند.